# Tabil
Tabil (som betyder koriander på nordafrikansk arabiska) är en kryddblandning från Tunisien. Den innehåller typiskt vitlök, korianderfrö, kummin och chili. Tabil är vanlig i Nordafrika, och används främst till rätter med ox- och kalvkött. 